# Карел Старший из Жеротина
Карел Старший из Жеротина (чеш. Karel starší ze Žerotina; 15 сентября 1564, Брандис-над-Орлици[…] — 9 октября 1636[…] или 9 ноября 1636, Пршеров[…]) — Моравский политик, писатель
, филантроп и патриот из рода Жеротиных. Моравский земский гетман в 1608—1615 годах.
Много путешествовал, некоторое время пробыл при дворе Генриха IV; в 1591 году воевал на его стороне с гугенотами, чем вызвал недовольство императора Рудольфа II.
Вернувшись на родину, посвятил себя служению интересам чешской народной партии. В 1608 году стал моравским земским гетманом, заняв таким образом высший пост в Моравии, но под давлением католической партии покинул эту должность 26 февраля 1615 года. В 1618 году, после пражской дефенестрации вёл переговоры от имени чешских сословий с королём Матиашем, а после его смерти с Фердинандом II и кардиналом Фридрихом Дитрихштейном в поисках мирного урегулирования. Это помогло предотвратить присоединение Моравии к восстанию в Богемии. Однако в 1619 году после победы радикальной оппозиции в Моравии, Карел Старший был заключён под домашний арест. После освобождения вновь пытался вести переговоры о мире с императором, но безуспешно
После Белогорской битвы в 1620 году он был одним из немногих дворян-некатоликов, кому было позволено сохранить за собой земли. В 1629 году распродал свои имения и оставил родину и отправился в Венгрию, затем Польшу. С 1633 года жил в Пршерове, где и умер.

## Биография

### Молодость и учёба
Окончил братской школы в Иванчице, позже учился в евангельских школах в Страсбурге и Базеле. Он был воспитан в чешско-братской вере, в зрелом возрасте стал защитником и светским главой братского единства в Моравии. В годы 1578-1587 изучал (право, богословие и языки) и путешествовал по Европе, в это время приобрёл много контактов с ведущими европейскими политиками. Он владел латынью, итальянским, французским и немецким.
После смерти своего отца Яна старшего из Жеротина в 1583 году взял на себя управление поместьем Брандис-над-Орлици. Позже он унаследовал от дяди Бедржиха старшего из Жеротина поместье Пршерова. И в 1616 году после смерти своего брата Яна Дивиша поместье Намешть-над-Ославой. Из поместья он построил обширный доминиум как в Западной, так и в Восточной Моравии. Карел стал спонсором Яна Амоса Коменского, которого уполномочил в составлении генеалогии и в 1611-1613 годы финансировал его исследования в немецких странах.

### Карьера
В 1591 году он сражался во Франции на стороне гугенотов и короля Генриха IV . Это сделало его врагом императора Рудольфа II. В 1594 году он стал членом Моравского областного суда. Он также участвовал в турецких войнах, где он командовал Моравской пехотой. С течением времени он стал лидером оппозиции.
В политику активно вернулся в 1607 году, когда в споре Рудольфа II с Матияшем Габсбургским встал на сторону Матьяша. Он участвовал в создании австро-венгерско-моравской конфедерации, которая поддерживала Матьяша. В эту конфедерацию он пытался вовлечь чешские государства, которые в то время сотрудничали Рудольфом II. Это привело к разделению Чехии и Моравии. В Моравии на основании так называемого Либенского мирного договора (1608) вступил в правление Матьяш. Таким образом, Моравия стала де-факто суверенным и отдельным субъектом международного права.
В 1618 году он снова активно участвовал в политике, поддерживая Матияша и стремясь мирно разрешить ситуацию. Он присутствовал на встрече в Вене, где Матияс умер. Затем он вёл переговоры с новым императором Фердинандом II и кардиналом Франтишеком из Дитрихштейна. Прежде всего, он стремился к компромиссному решению во избежание надвигающегося столкновения. Он также считал, что религия и политика несовместимы, и он выступал за религиозную терпимость.
25 июня 1618 года он значительно помог резолюции, отказавшись присоединиться к чешскому восстанию сословий. Моравский земельный парламент отклонил лист чешских государств от 25 мая 1618, призывающий Моравию присоединиться к восстанию. Карл произнёс речь: "чехи стремятся прославиться, уничтожая свою Родину. Их поражение станет началом нашего, но вина будет полностью их. Отказавшись от себя, они не могут жаловаться, если мы и другие оставим их." 13 декабря 1618 года он уговорил большинство моравских государств к нейтралитету и переговорам. Но он, уже не смог предотвратить переворот. После победы оппозиции в Моравии ,(от 2 до 3 мая 1619 года) Карл некоторое время находился под домашним арестом. Однако, уже в конце июня 1619 года, он пытался безуспешно вести переговоры (от имени повстанческой директории) о мире с Фердинандом II. В феврале 1620 года, он отказался принять участие в почести новому маркграфу Фридрих V.

### События после битвы на белой горе
После битвы на Белой горе (1620), ему, как одному из немногих некатоликов, было предложено остаться в своём поместье. После освобождения, он сохранил в своём распоряжении только поместье Брандис-над-Орлици и Пршеров. В это время он пытался (в основном финансово) помочь жертвам рекатолизации Моравии и Чехии. Он также стремился содействовать братскому единству, стремясь обеспечить его укрепление в Венгрии и Польше. В первую очередь его заслуга в том, что ему удалось переместить типографию Единства из его крепости в Кралицих-над-Ославой в Лешно (польский Leszno) и её библиотеку до Вроцлава. В 1629 году он добровольно отправился в изгнание, в Моравию и Чехию. С 1633 года жил в Пршерове, где 9 октября 1636 умер, похоронен был сначала в Брандис-над-Орлици, в местной братской церкви, позднее останки были перенесены в склеп Жеротины, расположенных в церкви в Блудове.
По словам литературного историка Я. Б. Чапка, ни один из современных дворян не подчёркивал своё моравство так, как Жеротин, хотя его род был из Чехии. Свои близкие отношения к родине проявляется и в следующем восклицания (после обвинения в государственной измене): „Заражен не я, моя семья, моя собственность. Наши враги пытаются навредить этой стране, опровергнуть законы и закон, разрушить нашу Конституцию и лишить свободы. В том смысле, что моя прерогатива связана с благом Родины, что если я откажусь от своего дела, я обязательно предам её.“

## Творчество
Из его литературных трудов напечатаны: часть «Listów lacinskich» (1781) и некоторые «Listy czeskie» (в «Slowesnosti» Юнгмана, 1820 и 1844, также в «Czasopisie Musejnim», 1831—1836); «Apologie» (в «Czasopisie», 1834); «Sniem drzany 1612» (1864); «Listy»; «Zapisky о soudu zemskem» (1864—1871). В рукописи имеются «Opis podrózy od 1588—1590» (на латинском и частью на чешском языках).